# Jacqueline Galant

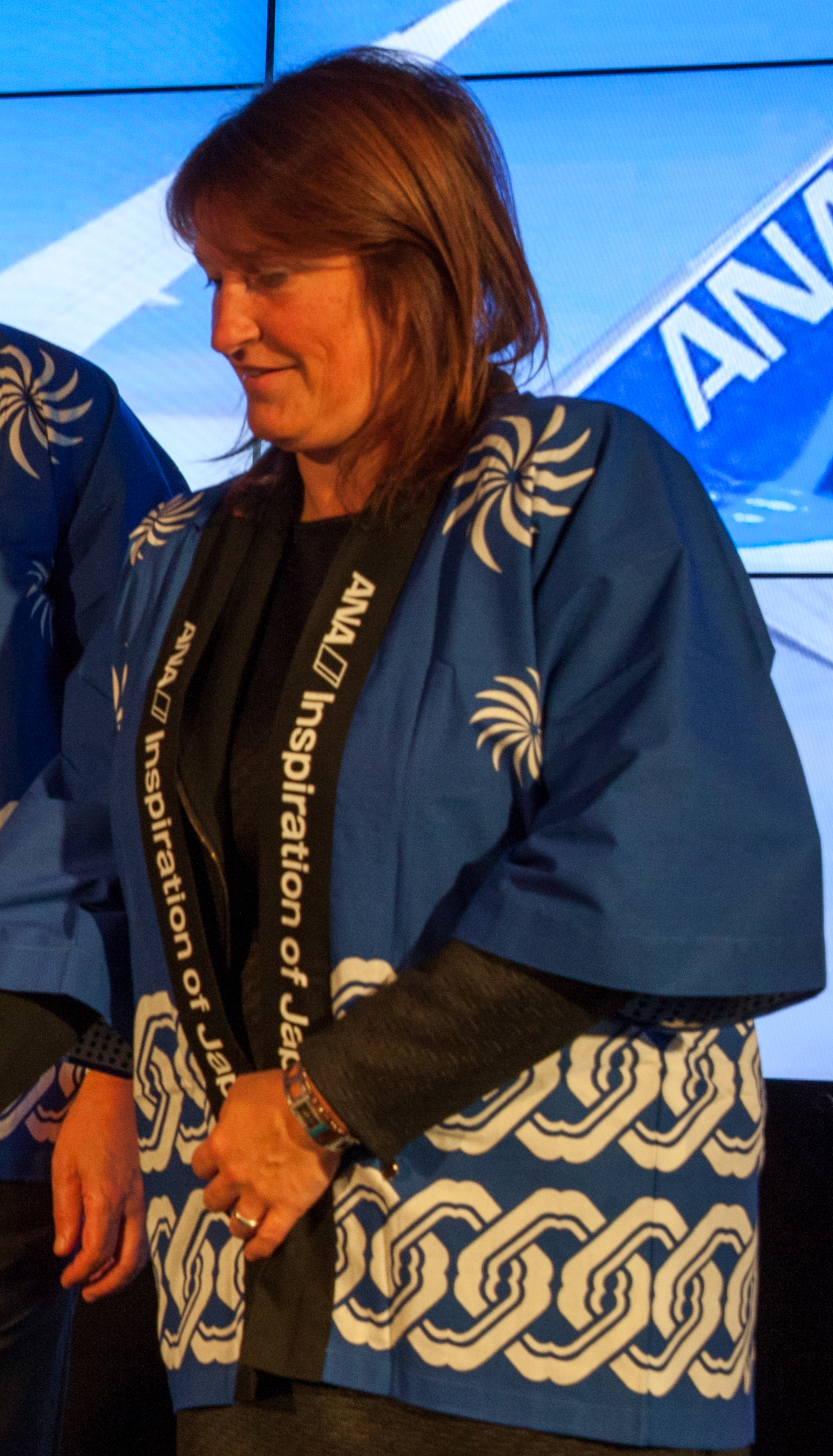
Jacqueline Galant (2015)

Jacqueline Galant (* 18. März 1974 in Mons) ist eine belgische Politikerin der Mouvement Réformateur (MR). Sie war seit 2003 Mitglied der Abgeordnetenkammer und von 2014 bis zu ihrem Rücktritt im April 2016 Föderalministerin für Mobilität in der Regierung Michel. Auf lokaler Ebene ist sie seit 2001 Bürgermeisterin von Jurbise.

## Leben
Jacqueline Galant wurde durch ihren Vater Jacques Galant (PSC), langjähriger Bürgermeister von Jurbise, an die Politik herangeführt. Nachdem sie ihr Studium der Verwaltungs- und Politikwissenschaften an der FUCaM in Mons beendet hatte, wurde sie zunächst in der christlichsozialen Partei, der auch ihr Vater angehörte, politisch aktiv.
Im Jahr 1999 beschloss sie jedoch, die PSC zu verlassen und der PRL-FDF (heute MR) beizutreten. Dort wurde sie zunächst Beraterin im Kabinett des damaligen Außenministers Louis Michel (MR), der ihre weitere politische Laufbahn förderte.
Im Jahr 2000 stellte sie sich gemeinsam mit ihrem Vater als Kandidatin auf der Liste des Bürgermeisters in Jurbise zur Wahl. Bei der Kommunalwahl konnte sie zunächst den zweiten Platz erringen und schloss ein Abkommen mit ihrem Vater, wonach dieser ihr das Amt des Bürgermeisters überließ und im Gegenzug den Vorsitz des öffentlichen Sozialhilfezentrums (ÖSHZ) erhielt. Die Gemeindewahl wurde jedoch durch den Staatsrat annulliert und bei der Neuwahl im Jahr 2001 konnte sich Jacqueline Galant die Mehrheit der Stimmen sichern und wurde somit Bürgermeisterin.
Auf föderaler Ebene wurde sie im Jahr 2003 in die Abgeordnetenkammer gewählt und konnte dieses Mandat bei den darauffolgenden Wahlen verteidigen. Als nach den Föderalwahlen vom 25. Mai 2014 die MR als einzige französischsprachige Partei der Regierung unter Premierminister Charles Michel (MR) beitrat, übernahm Jacqueline Galant das Amt der Mobilitätsministerin, wobei sie die Aufsicht über Belgocontrol und die belgische Eisenbahngesellschaft (NMBS/SNCB) erhielt.
Nach den Terroranschlägen in Brüssel im März 2016 wurde bekannt, dass die Europäische Kommission bereits in den Jahren 2011 und 2015 auf Sicherheitslücken im Bereich des Flughafens Brüssel-Zaventem hingewiesen hatte. Als der Leiter der zuständigen Verwaltung in den Medien mitteilte, dass Galant diese Berichte kannte und dennoch die Finanzmittel für die Sicherheit kürzte, erwiderte der Premierminister Michel während einer Befragung in der Kammer, dass Galant keine Kenntnis dieser Berichte hatte. Wenig später wurden jedoch der Presse verschiedene Dokumente zugespielt, die das Gegenteil belegten. Am 15. April 2016 trat Jacqueline Galant nach entsprechender Aufforderung des Premierministers von ihrem Amt zurück.

## Übersicht der politischen Ämter
- 2001 – heute: Bürgermeisterin von Jurbise (teilweise verhindert)
- 2003 – 2014: Mitglied der föderalen Abgeordnetenkammer
- 2014 – heute: Mitglied des Wallonischen Parlaments und des Parlaments der Französischen Gemeinschaft (teilweise verhindert)
- 2014 – 2016: Föderale Ministerin für Mobilität, mit Belgocontrol und der NMBS/SNCB beauftragt, in der Regierung Michel